# ستانینا رکا
ستانینا رکا (صربی: Stanina Reka}} یک منطقهٔ مسکونی در صربستان است که در والیفو واقع شده‌است.
 ستانینا رکا  ۴۲۱ نفر جمعیت دارد.